# Generaloberstabsarzt
```
Generaloberstabsarzt
 
وAdmiraloberstabsarzt
 هي أعلى رتبة في 
الخدمات الطبية المشتركة
 تحت تصنيف OF8-في الجيش 
الألماني
. ما يعادل هذه الرتبة في 
هير
 هو 
جينيرال لوتنانت
 وفي 
البحرية الألمانية
 
نائب أميرال
.
```

## الجيش الألماني
وفقًا للتقاليد الموجودة في القوات المسلحة الألمانية، يمكن استخدام كلا الرتبتين في الخدمات الطبية في البوندسوير. عادة ما يتم تعيين الجندى الألماني للجراحة العامة (de: Inspekteur des Sanitätsdienstes) أو قائد قيادة العمليات الطبية (de: Kommandeur Sanitätsführungskommando). ومع ذلك، في المستقبل قد يبقى منصب الرئيس شاغراً ، لأن نائب الجراح العام مكلف بقيادة قيادة العمليات الطبية.
| - Generaloberstabsarzt (Human medicine) - Generaloberstabsarzt (Dental medicine) | - Generaloberstabsarzt (Human medicine) - Generaloberstabsarzt (field uniform) | - Admiraloberstabsarzt (Human medicine) - حلقة متزايدة |